# 9903 Leonhardt
9903 Leonhardt este un asteroid de la ceinture principale d'astéroïdes.

## Descriere
9903 Leonhardt este un asteroid din centura principală de asteroizi. A fost descoperit pe 4 iulie 1997 la Prescott de Paul G. Comba. Asteroidul prezintă o orbită caracterizată de o semiaxă mare de 3,08 ua, o excentricitate de 0,24 și o înclinație de 1,7° în raport cu ecliptica.